# Советская историческая энциклопедия
«Сове́тская истори́ческая энциклопе́дия» — советская энциклопедия Академии наук СССР (1961—1976 гг.) по истории народов всего мира до 70-х годов XX века.
В предисловии к первому тому в 1961 году  написано, что настоящим томом начинается издание 12-томной Советской исторической энциклопедии — первой отечественной энциклопедии, посвященной истории народов всего мира. Однако, итогом в 1976 году стало издание в общей сложности 16 томов энциклопедии. 

## Содержание
Включает статьи-термины по истории СССР и зарубежных стран, особенно по новейшей истории. Ко многим статьям даны развёрнутые хронологии, являющиеся составными частями статей, посвящённых СССР, союзным республиками и зарубежным странам.
Статьи сопровождаются статистическими таблицами, картами (историческими, политическими, этнографическими), диаграммами, иллюстрациями.
В предисловии к первому тому о издании изложено следующее:
В Советской Исторической Энциклопедии будет помещено около 25 тысяч статей. Естественно, что наиболее широко в ней освещаются вопросы отечественной истории (им отводится примерно 38 % общего объёма издания). Во всех разделах Энциклопедии особое внимание уделено новой и новейшей истории (св. ⅔ всего текста). В отличие от зарубежных буржуазных изданий, игнорирующих или крайне скудно и искаженно освещающих историю стран Азии, Африки, Латинской Америки, в Советской Исторической Энциклопедии истории этих стран уделяется значительное место (около 40 % объёма всего материала по истории зарубежных стран).

В Исторической Энциклопедии помещается большое количество новых статей-терминов (по сравнению с БСЭ и МСЭ) по истории СССР и зарубежных стран, особенно но новейшей истории; много новых статей добавлено по истории революционного и национально-освободительного движения. Широко освещаются исторические школы и исторические направления. Одной из особенностей Энциклопедии является внимание к вопросам историографии, освещение важнейших проблем истории в литературе различных направлений. При этом подвергаются критическому анализу буржуазные и ревизионистские концепции, извращающие подлинную картину развития человеческого общества.

## Редакция
- Главный редактор — Е. М. Жуков

В разные годы членами главной редакции были:
| - Е. А. Болтин - В. П. Волгин - Е. А. Волина (ответственный секретарь) - Б. Г. Гафуров - А. А. Губер - Я. Я. Зутис | - А. Р. Иоаннисян - М. И. Кузнецов - П. А. Лавров - И. И. Минц - Г. Д. Обичкин - С. Н. Покровский | - И. И. Потехин - А. Л. Сидоров - В. В. Струве - М. Н. Тихомиров - С. А. Токарев - В. М. Хвостов |

## Тома
| Том | Название                | Год издания | Кол-во стр. |
| --- | ----------------------- | ----------- | ----------- |
| 1   | ААЛТОНЕН — АЯНЫ         | 1961        | 530         |
| 2   | БААЛ — ВАШИНГТОН        | 1962        | 517         |
| 3   | ВАШИНГТОН — ВЯЧКО       | 1963        | 516         |
| 4   | ГААГА — ДВИН            | 1963        | 542         |
| 5   | ДВИНСК — ИНДОНЕЗИЯ      | 1964        | 492         |
| 6   | ИНДРА — КАРАКАС         | 1965        | 521         |
| 7   | КАРАКЕЕВ — КОШАКЕР      | 1965        | 520         |
| 8   | КОШАЛА — МАЛЬТА         | 1965        | 509         |
| 9   | МАЛЬТА — НАХИМОВ        | 1966        | 508         |
| 10  | НАХИМСОН — ПЕРГАМ       | 1967        | 534         |
| 11  | ПЕРГАМ — РЕНУВЕН        | 1968        | 521         |
| 12  | РЕПАРАЦИИ — СЛАВЯНЕ     | 1969        | 496         |
| 13  | СЛАВЯНОВЕДЕНИЕ — СЯ ЧЕН | 1971        | 530         |
| 14  | ТААНАХ — ФЕЛЕО          | 1973        | 524         |
| 15  | ФЕЛЛАХИ — ЧЖАЛАЙНОР     | 1974        | 510         |
| 16  | ЧЖАН ВЭНЬ-ТЯНЬ — ЯШТУХ  | 1976        | 509         |

## Перевод
«Советскую историческую энциклопедию» перевели на китайский язык под названием «Энциклопедия всемирной истории» (кит. упр. 世界历史百科全书). Китайская однотомная версия состоит из более чем 9 000 словарных статей и 3 800 000 иероглифов. В работе над проектом участвовали более двухсот русистов из 15 высших учебных заведений Китая.